# Miguel Menino
Miguel Pedro Miranda Oliveira Menino (Almada, 10 gennaio 2003) è un calciatore portoghese, centrocampista del Farense.

## Carriera

### Club
Menino è cresciuto nel settore giovanile dello Sporting Lisbona ed ha firmato il suo primo contratto professionistico l'8 gennaio 2020. Promosso nella squadra B nel 2021, ha debuttato in prima squadra l'11 maggio 2024 giocando gli ultimi minuti dell'incontro di Primeira Liga vinto 1-0 contro l'Estoril Praia.
Il 19 agosto è stato ceduto a titolo definitivo al Farense.

### Nazionale
Ha giocato nella nazionale giovanile portoghese Under-16.

## Statistiche

### Presenze e reti nei club
Statistiche aggiornate al 5 ottobre 2024
| Stagione        | Squadra            | Campionato      | Campionato | Campionato | Coppe nazionali | Coppe nazionali | Coppe nazionali | Coppe continentali | Coppe continentali | Coppe continentali | Altre coppe | Altre coppe | Altre coppe | Totale | Totale | Totale |
| Stagione        | Squadra            | Comp            | Pres       | Reti       | Comp            | Pres            | Reti            | Comp               | Pres               | Reti               | Comp        | Pres        | Reti        | Pres   | Reti   |        |
| --------------- | ------------------ | --------------- | ---------- | ---------- | --------------- | --------------- | --------------- | ------------------ | ------------------ | ------------------ | ----------- | ----------- | ----------- | ------ | ------ | ------ |
| 2021-2022       | Sporting Lisbona B | TL              | 18         | 1          | -               | -               | -               | -                  | -                  | -                  | -           | -           | -           | 18     | 1      |        |
| 2022-2023       | Sporting Lisbona B | TL              | 11         | 1          | -               | -               | -               | -                  | -                  | -                  | -           | -           | -           | 11     | 1      |        |
| 2023-2024       | Sporting Lisbona B | TL              | 23         | 4          | -               | -               | -               | -                  | -                  | -                  | -           | -           | -           | 23     | 4      |        |
| 2023-2024       | Sporting Lisbona   | PL              | 1          | 0          | CP+CdL          | 0               | 0               | -                  | -                  | -                  | -           | -           | -           | 1      | 0      |        |
| 2024-2025       | Farense            | PL              | 4          | 0          | CP+CdL          | 0               | 0               | -                  | -                  | -                  | -           | -           | -           | 4      | 0      |        |
| Totale carriera | Totale carriera    | Totale carriera | 57         | 6          |                 | 1               | 0               |                    | -                  | -                  |             | -           | -           | 58     | 6      |        |